# Monastère d'Ubožac
Le monastère d'Ubožac (en serbe cyrillique : Манастир Убожац ; en serbe latin : Manastir Ubožac), également connu sous le nom de monastère de Rđavac, est un monastère orthodoxe serbe situé au Kosovo, sur le territoire du village de Moçare/Močare, à proximité de la ville de Kamenicë/Kosovska Kamenica, dans le district de Gjilan/Gnjilane (MINUK) ou dans le district de Kosovo-Pomoravlje (Serbie). Il dépend de l'éparchie de Ras-Prizren et figure sur la liste des monuments culturels d'importance exceptionnelle de la république de Serbie.
Le monastère d'Ubožac, construit au XIVe siècle, est aujourd'hui en ruine.